# Marvin McFadden
Marvin "Mouth" McFadden, gespeeld door acteur Lee Norris, is een personage uit de televisieserie One Tree Hill.

## Seizoen 1
De kijker maakt voor het eerst kennis met Mouth als beste vriend van Lucas Scott. Hij geeft commentaar bij basketbalwedstrijden en wil hiervan ook zijn professionele carrière maken. Op een avond waarop de mannelijke studenten van de middelbare school werden "verkocht" voor een date, bood Brooke Davis op Mouth. Mouth is sindsdien verliefd op haar.

## Seizoen 2
Mouth wordt bevriend met Felix Taggaro. Maar wanneer blijkt dat hij een relatie krijgt met Brooke, wordt Mouth jaloers en slaat hij de ruit van Brookes auto kapot nadat ze vertelt dat ze hem als een "klein broertje" ziet. Wanneer ze hierachter komt wil ze niets meer met hem te maken hebben. Maar wanneer hij haar helpt bij de verkiezingen voor de studentenraad, vergeeft ze het hem. Hier ontmoet hij ook Erica Marsh, met wie hij een relatie krijgt. Echter, ze maakt het uit met hem wanneer ze populair wordt.

## Seizoen 3
Wanneer Jimmy Edwards niet meer meewerkt, wordt Gigi Silveri Mouths nieuwe co-commentator. Terwijl hij tussen de rivaliteit tussen Brooke en nieuwkomer Rachel Gatina staat, houdt hij een goede vriendschap over met Rachel. Hij wordt verliefd op haar. Maar zij ziet hem, net zoals Brooke dat deed, als een "klein broertje". Ook laat hij haar vallen wanneer hij erachter komt dat zij verantwoordelijk is voor de openbaring van de tijdcapsule. Wanneer hij het goed wil maken, ontdekt hij dat Rachel een onenightstand had met Cooper Lee.

## Seizoen 4
Nadat Mouth het goed maakt met Rachel, krijgt hij een relatie met Gigi. Ze maakt het echter uit wanneer ze beseft dat Mouth na dit jaar zal gaan studeren. Ze wil geen relatie waar een lange afstand tussen zit. Ook wil ze omgaan met leeftijdsgenoten. Hij zit niet lang stil. Niet veel later krijgt hij een korte relatie met Clean Teen Shelly Simon. Nadat ze hem ontmaagdt, maakt ze het uit, toegevend dat ze haar baan als hoofd van Clean Teen niet wil opgeven.
Mouth gaat met Brooke naar het schoolbal. Wanneer Brooke vertrekt om Peyton Sawyer te zoeken, gaat hij mee met Rachel, die die avond naar de Italiaanse Rivièra gaat. Echter, hij beseft op het laatste moment zijn school niet achter zich te laten en vertrekt.